# Église Sainte-Thérèse-de-l'Enfant-Jésus de Hirson
Pour les articles homonymes, voir église Sainte-Thérèse-de-l'Enfant-Jésus.
L’église Sainte-Thérèse de l'Enfant-Jésus est un ancien édifice religieux catholique français situé à Hirson, dans l'Aisne. Depuis 2014, il est utilisé comme salle de concert.

## Situation
Précédé d'un petit parvis, l'édifice est situé à l'intersection des rues du Général-de-Gaulle et de la République.

## Architecture

### Façade
D'une hauteur de 23 mètres, elle comprend un portail central et deux portes latérales ouvrant sur les bas-côtés. Au-dessus, un large linteau orné de bas-reliefs est surmonté d'une statue de sainte Thérèse, réalisés par Jacques Martin. Le haut de la façade est percé d'une rosace, qu'encadrent deux tourelles carrées abritant des escaliers, et terminé par un fronton triangulaire percé de deux baies étroites et couronné d'une croix. Avant 2008, elle était flanquée sur le côté gauche d'un campanile de 45 mètres de haut.

### Intérieur
Il est de type Art déco avec une voûte et un plafond décorés de 1 500 roses de plâtre, symbolisant les roses répandues par sainte Thérèse.

## Histoire

### Construction
Au début du XXe siècle, la ville d’Hirson abrite la deuxième gare de triage de France, après Paris. Sa population est en pleine croissance et l’église paroissiale Notre-Dame ne peut accueillir toute cette nouvelle population. Sans enfant et très attaché à ses racines, l'ingénieur Aimé Bonna décide alors de construire à ses frais l’église Sainte-Thérèse-de-l'Enfant-Jésus. Il acquiert le terrain, finance les matériaux et la main d’œuvre et assure le suivi du chantier qui démarre le 3 octobre 1929. Bonna utilise le béton armé, matériau qui a fait sa fortune, pour bâtir l'église dans le style Art déco, alors en plein épanouissement. Malheureusement, il meurt six mois avant l’achèvement de son ultime œuvre dans laquelle est aménagée une chapelle ardente pour accueillir sa dépouille mortelle, avant ses obsèques en l'église Notre-Dame.

### Culte
L'église fait alors partie de la paroisse Notre Dame de Thiérache du diocèse de Soissons, Laon et Saint-Quentin. Face à un état de vétusté avancée et de dangerosité, il est décidé de déconstruire le campanile le dimanche 23 novembre 2008.

### Transformation en salle de concert
En septembre 2012, le pianiste et compositeur anglo-taïwanais Kit Armstrong se porte acquéreur de l'église afin d'y répéter et d'y faire venir des artistes. Avec le soutien de la municipalité, il réhabilite le bâtiment.
En août 2013, est créée la Société musicale Sainte-Thérèse, une association loi de 1901 visant à rénover et entretenir le bâtiment, accueillir des musiciens et d'autres artistes, organiser des concerts privés et publics et promouvoir des événements culturels dans l’église.

### Concert inaugural
Le 3 juin 2014, 600 personnes assistent à un récital de piano de Kit Armstrong qui interprète des œuvres allant du XIVe au XXe siècle,. Cet événement est le sujet d'un reportage diffusé sur CanalPlus.

### Récital en commémoration de laPremière Guerre mondiale
Le 25 septembre 2014, un récital du violoniste Andrej Bielow, lauréat du concours Long-Thibaud-Crespin, marque l'ouverture de la saison culturelle transfrontalière 2014-2015. Le programme de ce récital est constitué de trois œuvres composées pendant la Grande Guerre.

### Autres événements musicaux
Le 7 juin 2015, Kit Armstrong donne un récital à l'église Sainte-Thérèse dans le cadre du festival de musique baroque de l'abbaye de Saint-Michel-en-Thiérache. Il y joue des concertos de Jean-Sébastien Bach. Ce concert est enregistré par France Musique.
Le 26 juin suivant, l'orchestre de Picardie se produit dans l'église sous la direction d'Arie van Beek et deux jours plus tard, Kit Armstrong et Margarita Höhenrieder y donnent un concert en duo.
Après plusieurs concerts donnés en 2016, l'année 2017 est celle de la naissance du premier "Printemps Musical de Kit Armstrong", avec quatre grands rendez-vous musicaux, en collaboration avec la ville d'Hirson, la Société musicale Sainte-Thérèse, l'Association pour le développement des activités musicales dans l'Aisne (ADAMA) et le Festival de musique baroque de Saint-Michel en Thiérache,. Le premier concert est donné le 24 avril 2017 : Kit Armstrong et Renaud Capuçon interprètent quatre sonates de Mozart dans l'ancienne église, archi-comble d'auditeurs en partie transfrontaliers et comblés par la rencontre de ces trois talents.

## Liens
- Hirson
- Thiérache
- Aimé Bonna